# Burg Hohenschelklingen
Die Burg Hohenschelklingen, auch Hohen Schelklingen geschrieben, ist die Ruine einer hochmittelalterlichen Höhenburg bei Schelklingen im Alb-Donau-Kreis in Baden-Württemberg.

## Geografische Lage
Die Ruine liegt im Süden der Schwäbischen Alb in einer Höhe von 621,5 m ü. NHN auf einer Bergzunge des 500 m nördlich gelegenen 685 m ü. NHN hohen Schlossbergs zwischen dem von der Urdonau gebildeten Schelklinger Tal im Westen und dem Längental im Osten. Südlich unterhalb der Burgruine liegt die Stadt Schelklingen.

## Geschichte
Erstmals erwähnt wurde die Burg 1127 als Castro et villae Schälkalingen. Zu dieser Zeit war sie zusammen mit dem Ort Schelklingen im Besitz der edelfreien Brüder Rüdiger, Adalbert und Walter von Schelklingen. Die Erbauer der Burg müssen ebenfalls aus dieser Familie stammen. Bis zum Anfang des 13. Jahrhunderts war der kurz vor 1184 erstmals erwähnte Walter von Schelklingen noch Besitzer der Burg und des Ortes Schelklingen. Anfang des 13. Jahrhunderts wechselte der Besitz durch die Heirat der Erbtochter Walters von Schelklingen, Adelheid, an den Grafen Heinrich von Berg. Etwa in der Zeit von 1210 bis 1241 ist Graf Heinrich III. von Berg der Herr von Burg und Stadt Schelklingen. Unter anderem wird ihm auch die Erhebung Schelklingens zur Stadt zugeschrieben. Vermutlich erfolgte unter ihm auch eine Burgerweiterung der Burg Hohenschelklingen im Bereich der Vorburg. Nach Heinrich III. übernahm sein Sohn Ulrich II. von Berg (1248–1266) die Herrschaft auf der Burg. Er erscheint erstmals 1248 als Graf von Berg-Schelklingen. Als 1246/1247 Urspring, heute Stadtteil von Schelklingen, zerstört wurde, wird eine Belagerung der Burg angenommen.

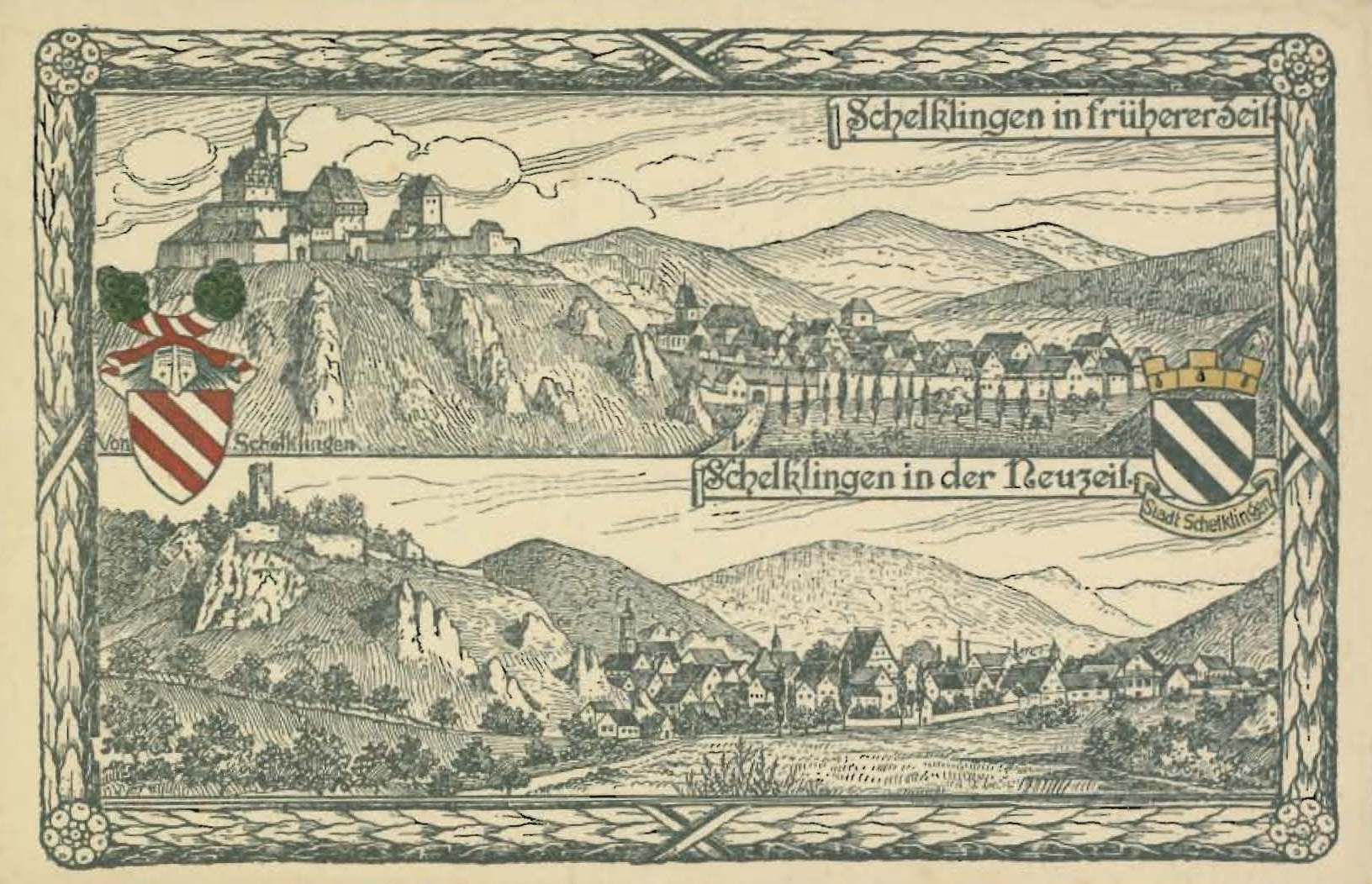
Unten Burgruine um 1900 und oben Rekonstruktionsversuch für das 16. Jahrhundert

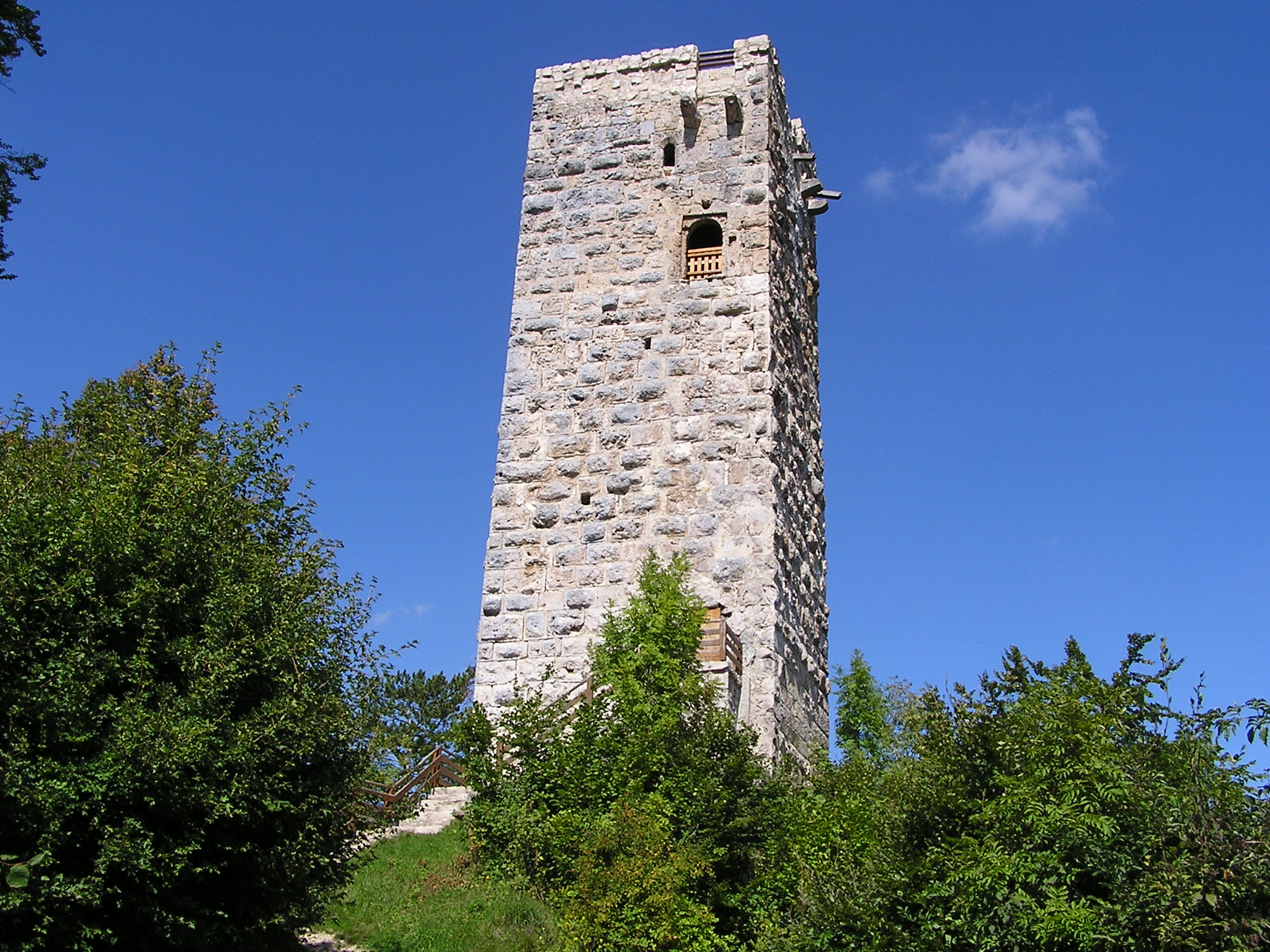
Bergfried

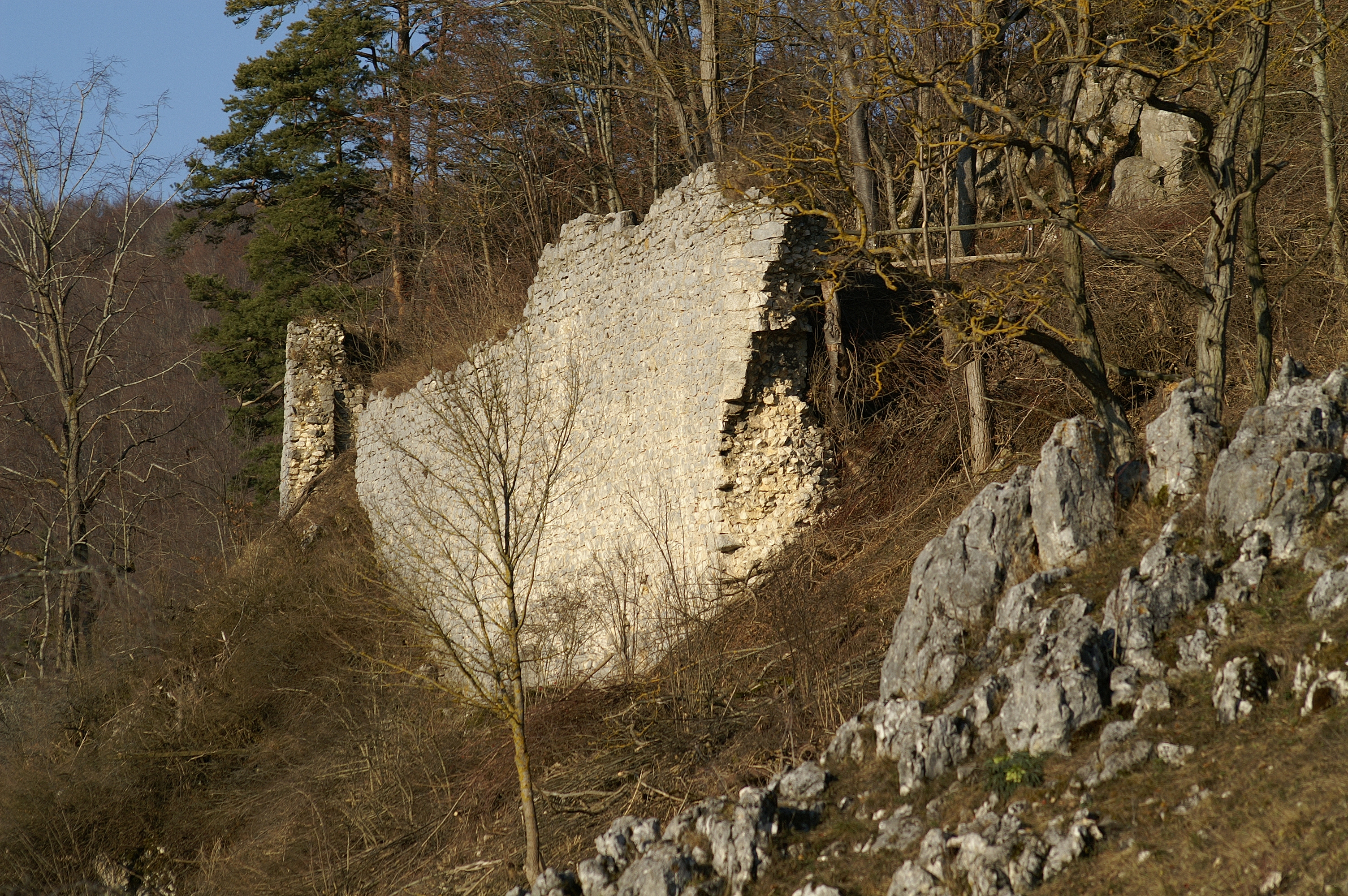
Mauerreste

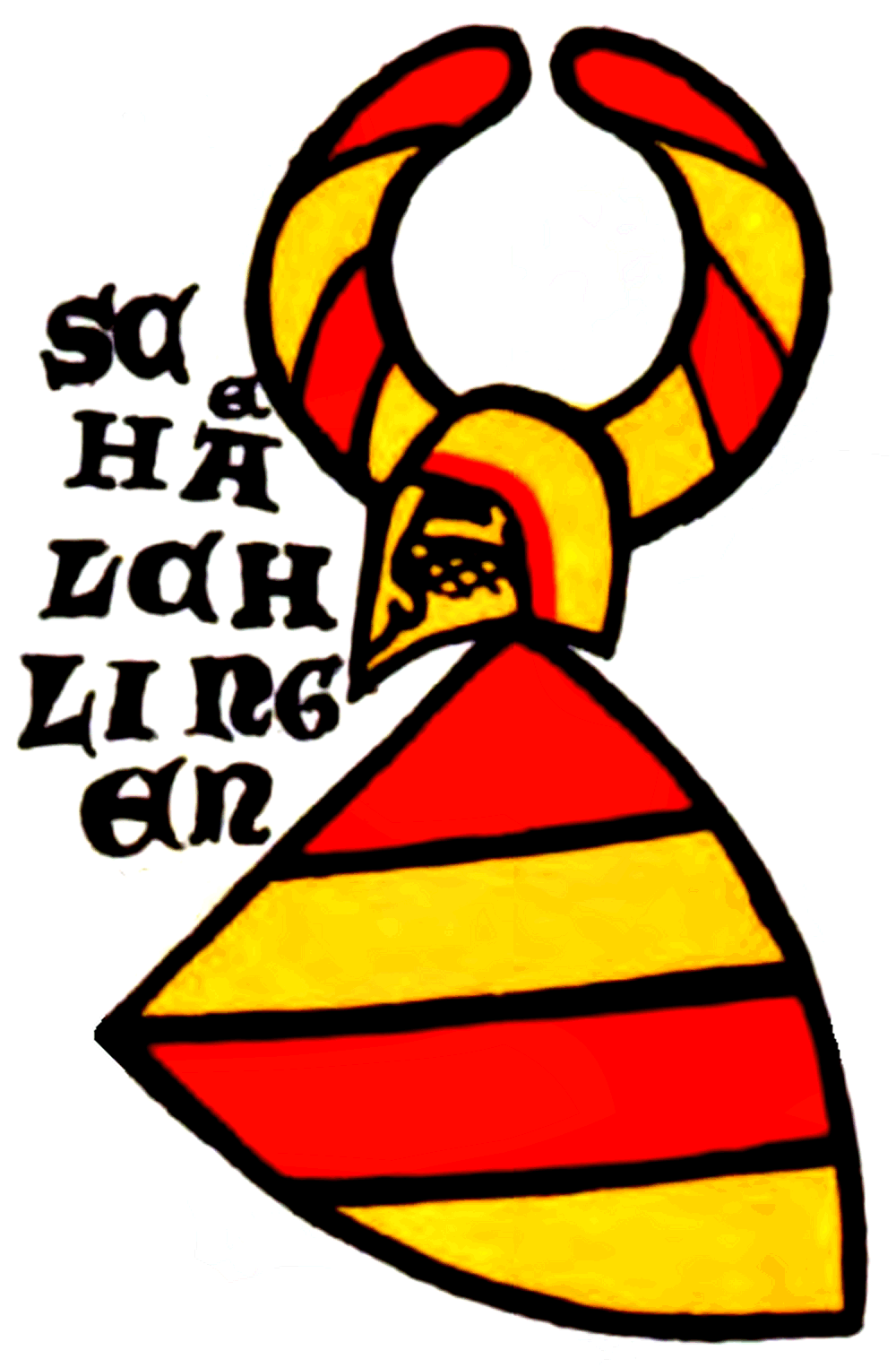
Wappen der Grafen von Berg genannt von Schelklingen, Zürcher Wappenrolle, ca. 1340

In der Folgezeit wurde die Burg grundlegend modernisiert und um 1265 der Bergfried in seiner heutigen Form errichtet.
In der Amtszeit von Graf Konrad (1319–1346) von Berg-Schelklingen erlebten Stadt und Burg ihre größte Blütezeit als Residenzstadt und Verwaltungsmittelpunkt der Grafen von Berg.
1343 verkauften Graf Konrad und seine einzige Tochter Luitgard die Stadt samt der Burganlage an die Herzöge Albrecht, Friedrich, Leopold und Rudolf von Österreich. Die Burg war bis zum Aussterben der Grafen von Berg mit Konrad von Berg-Schelklingen im April 1346 der Hauptwohnsitz des Grafengeschlechtes. Danach verlor Schelklingen seine Mittelpunktsfunktion und damit die Burg auch ihre Bedeutung als Grafenwohnsitz.
Durch die Verpfändung der Herrschaft Schelklingen wurde die Anlage zum Sitz des jeweiligen Pfandherrn. Bis 1396 war Konrad von Reischach Eigentümer. 1396 ging das Eigentum dann an den Herzog Ulrich von Teck über. Ab 1438 war Burkhard von Stadion der neue Pfandinhaber. Um 1507 verkaufte König Maximilian I. die Pfandherrschaft an Lutz von Freyberg. Zu dieser Zeit waren allerdings nur noch die Wächter ständige Schlossbewohner. 1530 wurde Konrad von Bemelberg (oder Konrad von Boyneburg) der Herr über Stadt und Burg. 1633 wurde die Burg Hohen Schelklingen bei einem Durchmarsch der Blaubeurer zerstört. Von Mai 1650 bis 1653 wurde die Burg abgerissen und ihre Steine zum Bau des Franziskanerklosters in Ehingen verwendet. Die Reste überließ man dem Verfall, der bis heute anhält.
Bis 1893 blieb die Burgruine in herrschaftlichem Besitz. In jenem Jahr kaufte die Stadt Schelklingen die auf ihrer Markung liegenden 1.100 Morgen Wald und auch das Fischwasser in der Ach von Friedrich Kaulla (1807–1895), Nachkomme der Hoffaktorin Karoline Kaulla und seit 1851 Besitzer des „Ritterguts Oberdischingen“, für 175.000 Mark.
Im Herbst 1896 kam es zur Sanierung der Burgruine, die von der Stadt Schelklingen und dem Schwäbischen Albverein durchgeführt wurde. Dabei wurde der Schutt entfernt, der den Bergfried halb angefüllt hatte, ein ebenerdiger Zugang geschaffen und im Innern eine Treppenanlage eingebaut.
1910 wurde von Konrad Albert Koch eine Grabung nach den Burggrundrissen durchgeführt, wonach erstmals ein Grundrissplan der Burg Hohenschelklingen gefertigt werden konnte.
Nachdem 1990 der Burgenforscher Stefan Uhl die Burg erneut untersuchte, und schließlich weitere Renovierungsmaßnahmen durch die Stadt Schelklingen durchgeführt wurden, konnte die Anlage 1999 wieder der Öffentlichkeit zugänglich gemacht werden.
Seither kann der 22 m hohe, auch Schlossturm genannte Bergfried an bestimmten Tagen als Aussichtsturm bestiegen werden.
Die Burgruine steht unter Denkmalschutz und wurde in die Liste der Schelklinger Baudenkmale eingetragen.